# Caremil
Caremil Roman este o companie producătoare de confecții textile din România.
Firma deține două fabrici în Roman, respectiv una de confecții și una de tricotaje.
Compania deține și o rețea de 15 magazine proprii numite Sense.
Caremil Roman face parte din Grupul Caremil, care include și fabrica de confecții și tricotaje Smirodava care a rulat în 2008 afaceri cumulate de 6,1 milioane euro.
Număr de angajați:
| An       | 2008 | 2005 |
| -------- | ---- | ---- |
| angajați | 370  | 520  |

Cifra de afaceri în 2007: 3,3 milioane euro